# Vera Orlović
Vera Orlović (udano Orlović) (1915. – 1981.) je hrvatska kazališna glumica, hrvatska kazališna glumica i subreta. Ostvarila je zapaženu glumačku karijeru na hrvatskoj kazališnoj pozornici.
Sestra je poznate hrvatske kazališne glumice Dragice Krog-Radoš.
Glumom se bavila od djetinjstva. Još je s mlađom sestrom Dragicom nastupala u predstavama koje su organizirale i producirale katoličke i hrvatske domoljubne udruge. Poslije drugoga svjetskog rata glumački je bila angažirana u HNK i Komediji.

## Filmografija

### Televizijske uloge
- "Gruntovčani" kao stara gospođa (1975.)
- "U registraturi" kao Laurina guvernanta (1974.)
- "Mejaši" kao Gaberova žena (1970.)

### Filmske uloge
- "Daj što daš" (1979.)
- "Seoba duše" kao starica (1973.)
- "Putovanje na mjesto nesreće" kao Viktorova vjerenica (1971.)
- "Lito vilovito" kao Zagrepčanka s plaže (1964.)
- "Žiri" (1962.)
- "Vruć je zrak" (1962.)
- "Igre na skelama" kao gospođa na prozoru (1961.)
- "Tri Ane" (1959.)